# Nicolas Vouilloz
Nicolas Vouilloz (* 8. Februar 1976 in Nizza) ist ein französischer Mountainbiker und Rallyefahrer.

## Karriere

### Mountainbike
Nicolas Vouilloz wurde zunächst als Mountainbiker bekannt. Er gewann 1992, 1993 und 1994 die Mountainbike-Weltmeisterschaften im Downhill bei den Junioren. Bei der Elite folgten in den Jahren 1995, 1996, 1997, 1998, 1999, 2001 und 2002 sieben weitere Weltmeistertitel im Downhill. Außerdem gewann er 1995, 1996, 1998, 1999 und 2000 den Mountainbike-Weltcup im Downhill.
Als Vouilloz 2003 sein Engagement im Rallyesport verstärkte, beendete er seine Karriere als Mountainbiker vorläufig. 2006 kehrte er wieder auf das Mountainbike zurück und bestritt den Megavalanche in L’Alpe d’Huez, den er als Sieger beendete. 2007 nahm er auch an einem Weltcup-Rennen teil. Nachdem er seine Aktivitäten im Rallyesport weitgehend zurückgefahren hatte, stand er 2010 regelmäßig bei Enduro-Wettkämpfen am Start.
Zudem nahm Vouilloz die Tätigkeit als Entwickler des französischen Fahrradherstellers Lapierre auf. Seit 2011 ist er bei Lapierre als fester Mitarbeiter angestellt.

### Rallyesport

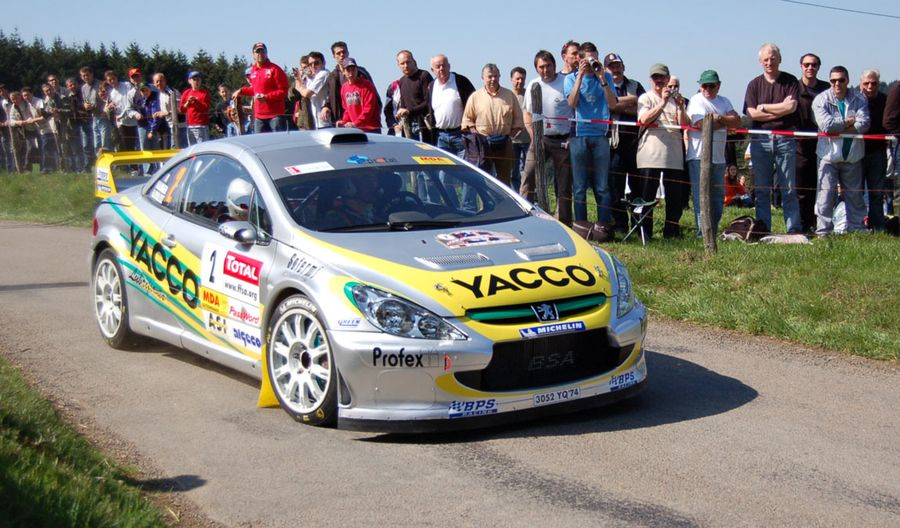
Nicolas Vouilloz im Peugeot 307 WRC bei der Rallye Lyon-Charbonnières 2006

Während seiner aktiven Karriere als Mountainbiker kam Vouilloz auch mit dem Rallyesport in Kontakt. 2001 startete er mit einem Renault Clio RS zur Rallye Monte Carlo. Mit einem Peugeot 206 fuhr er in den folgenden beiden Jahren in der französischen Rallye-Meisterschaft für Fahrzeuge der Klasse Super 1600. Seinen ersten größeren Erfolg erreichte er 2003, als er den Markenpokal Volant Peugeot 206 gewann. Ab 2004 wurde Vouilloz vom französischen Motorsportverband FFSA gefördert. Er erhielt einen Platz im Semi-Werksteam Bozian Racing und nahm im Peugeot 206 WRC an sieben Rallyes der Rallye-Weltmeisterschaft teil. Sein bestes Ergebnis war ein neunter Platz bei der Rallye Großbritannien. 2005 startete er mit einem Subaru Impreza WRC von First Motorsport und später mit einem Škoda Fabia WRC in der französischen Rallye-Meisterschaft. Er gewann die Rallye Lyon-Charbonnières und erreichte drei weitere Male das Podium. Die Meisterschaft beendete er auf dem vierten Platz. Die Saison 2006 bestritt Vouilloz als Fahrer vom Team BSA, das einen Peugeot 307 WRC einsetzte. Mit insgesamt vier Siegen bei der Rallye Lyon-Charbonnières, der Rallye Alsace-Vosges, der Rallye du Limousin und der Rallye du Var sowie zwei zweiten Plätzen wurde er französischer Rallye-Meister.

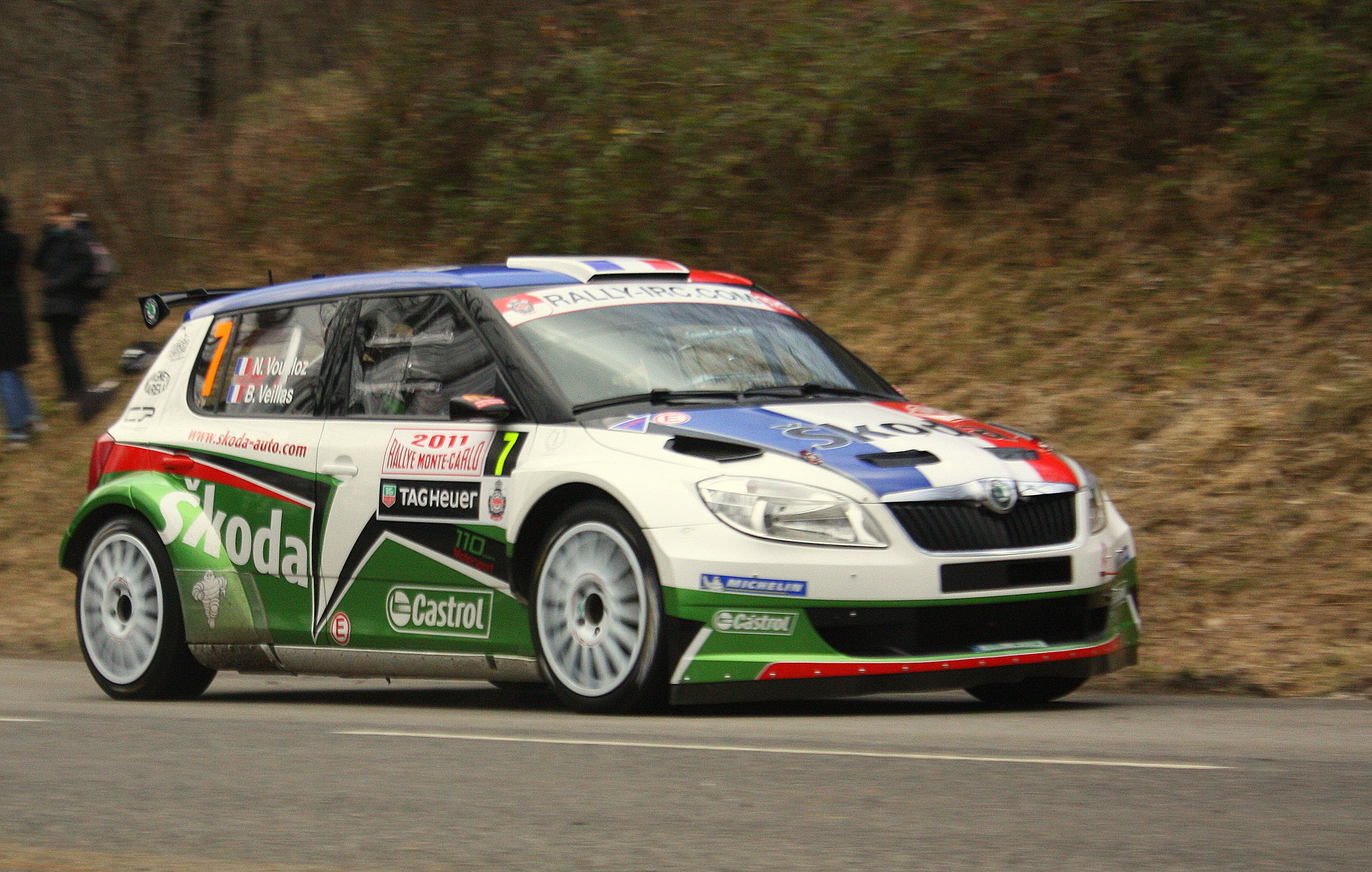
Nicolas Vouilloz im Škoda Fabia S2000 bei der Rallye Monte Carlo 2011

Anschließend stieg Vouilloz in die neu gegründete Intercontinental Rally Challenge ein. In der Saison 2007 steuerte er einen Peugeot 207 S2000 von Peugeot Sport España. Er errang Siege bei der Rallye Türkei, der Barum Czech Rally Zlín und der Rallye International du Valais sowie zwei weitere Podiumsplatzierungen. In der Meisterschaft wurde er nur knapp geschlagen Zweiter. 2008 wechselte Vouilloz zum belgischen Peugeot-Team Kronos Racing. Er stand nach acht von neun gefahrenen Rallyes auf dem Podium. Trotz lediglich einem Sieg bei der Rallye Madeira sammelte er genügend Punkte, um den Titel zu erringen und den bisher größten Erfolg seiner Karriere im Rallyesport zu feiern. Die Saison 2009 verlief hingegen wieder weniger erfolgreich. Vouilloz hatte regelmäßig Ausfälle zu beklagen und erreichte zwar vier Podiumsplatzierungen, stand aber nie ganz oben auf dem Siegertreppchen. Im Endstand der Meisterschaft belegte er Platz vier.
Da Vouilloz ab 2010 inzwischen wieder hauptsächlich als Mountainbiker aktiv war, gab er seitdem nur noch Gaststarts in der Intercontinental Rally Challenge. Nachdem sein Vertrag mit Peugeot nicht verlängert worden war, erhielt er bei Škoda Motorsport ein Cockpit in einem Škoda Fabia S2000 für die Rallye Monte Carlo. Dort wurde er 2010 Dritter und 2011 Siebter.

## Rallye-Statistik

### Titel
- Französische Rallye-Meisterschaft: 2006
- Intercontinental Rally Challenge: 2008

### WRC-Ergebnisse
| Saison | Team                  | Fahrzeug        | 1       | 2   | 3   | 4   | 5       | 6       | 7   | 8   | 9   | 10     | 11  | 12    | 13      | 14      | 15      | 16  | Punkte | Pos. |
| ------ | --------------------- | --------------- | ------- | --- | --- | --- | ------- | ------- | --- | --- | --- | ------ | --- | ----- | ------- | ------- | ------- | --- | ------ | ---- |
| 2001   | Nicolas Vouilloz      | Renault Clio RS | MON DNF | SWE | POR | ESP | ARG     | CYP     | GRE | KEN | FIN | NZL    | ITA | FRA   | AUS     | GBR     |         |     | 0      | –    |
| 2004   | Bozian Racing         | Peugeot 206 WRC | MON DNF | SWE | MEX | NZL | CYP     | GRE DNF | TUR | ARG | FIN | GER 12 | JPN | GBR 9 | ITA DNF | FRA DNF | ESP 10  | AUS | 0      | –    |
| 2005   | Nicolas Vouilloz      | Škoda Fabia WRC | MON     | SWE | MEX | NZL | ITA     | CYP     | TUR | GRE | ARG | FIN    | GER | GBR   | JPN     | FRA 10  | ESP DNF | AUS | 0      | –    |
| 2006   | Équipe de France FFSA | Peugeot 307 WRC | MON     | SWE | MEX | ESP | FRA DNF | ARG     | ITA | GRE | GER | FIN    | JPN | CYP   | TUR     | AUS     | NZL     | GBR | 0      | –    |

### IRC-Ergebnisse
| Saison | Team                 | Fahrzeug          | 1       | 2     | 3       | 4     | 5       | 6     | 7     | 8       | 9     | 10    | 11  | 12  | Punkte | Pos. |
| ------ | -------------------- | ----------------- | ------- | ----- | ------- | ----- | ------- | ----- | ----- | ------- | ----- | ----- | --- | --- | ------ | ---- |
| 2007   | Peugeot Sport España | Peugeot 207 S2000 | SAF     | TUR 1 | YPR DNF | RUS 3 | MAD 9   | ZLI 1 | SAN 3 | VAL 1   | CHN   |       |     |     | 42     | 2    |
| 2008   | Peugeot Team Benelux | Peugeot 207 S2000 | IST 2   | POR 3 | YPR 2   | RUS 5 | MAD 1   | ZLI 2 | AST 2 | SAN 2   | VAL 2 | CHN   |     |     | 58     | 1    |
| 2009   | Peugeot Team Benelux | Peugeot 207 S2000 | MON DNF | CUR 2 | SAF     | AZO 3 | YPR DNF | RUS   | MAD 4 | ZLI DNF | AST 3 | SAN 3 | SCO |     | 31     | 4    |
| 2010   | Škoda Motorsport     | Škoda Fabia S2000 | MON 3   | CUR   | ARG     | CAN   | SAR     | YPR   | AZO   | MAD     | ZLI   | SAN   | SCO | CYP | 6      | 15   |
| 2011   | Škoda Motorsport     | Škoda Fabia S2000 | MON 7   | CAN   | COR     | YAL   | YPR     | AZO   | ZLI   | MEC     | SAN   | SCO   | CYP |     | 6      | 23   |

1. ↑  Nicolas Vouilloz erzielte in der IRC 2008 insgesamt 68 Punkte. Da jedoch reglementbedingt nur die besten sieben Ergebnisse für die Gesamtwertung berücksichtigt werden, flossen nur 58 Punkte in die Wertung ein.